# Мальгін Андрій Віталійович
Андрій Вітальович Мальгін (нар. 11 червня 1965, Сімферополь) — російський (колишній український) публіцист, філолог, колаборант. Кандидат філологічних наук. Пише про історію Криму, проблеми регіоналізму та федералізму.
Генеральний директор Центрального музею Тавриди. Голова Комісії з питань культури та міжнаціональних відносин Громадської палати окупаційного створення «Республіка Крим», Ради Відділення Російського історичного товариства в «Республіці Крим» та Геральдичної комісії «Республіки Крим».

## Біографія
1987 року закінчив Сімферопольський державний університет ім. М. В. Фрунзе за спеціальністю «історик, викладач історії».
З 1990 року — старший науковий співробітник Кримського краєзнавчого музею. З 1992 по 1996 роки — завідувач відділу історії Кримського республіканського краєзнавчого музею. З 2000 року — генеральний директор Кримської республіканської установи «Центральний музей Тавриди». Був старшим викладачем кафедри політичних наук та міжнародних відносин філософського факультету ТНУ імені В. І. Вернадського.
У 1997—2000 роках — редактор журналу «Новий Крим. Курорти та туризм». Публікувався в у багатьох російських дослідницьких журналах.
У лютому 2014 року підтримав російську окупацію, став одним із підписантів «листа п'ятнадцяти». Обраний головою створеної 30 жовтня 2019 року Геральдичної комісії «Республіки Крим». Член редакційної колегії та один із авторів двотомної колективної монографії «Історія Криму», виданої Російським історичним товариством та Інститутом російської історії РАН у 2019 році.

## Санкції
8 червня 2023 року Мальгін був включений до списку санкцій Канади проти осіб, які були пов'язані з крадіжкою Росією українських культурних цінностей та/або сприяли знищенню культурних об'єктів та української культури.

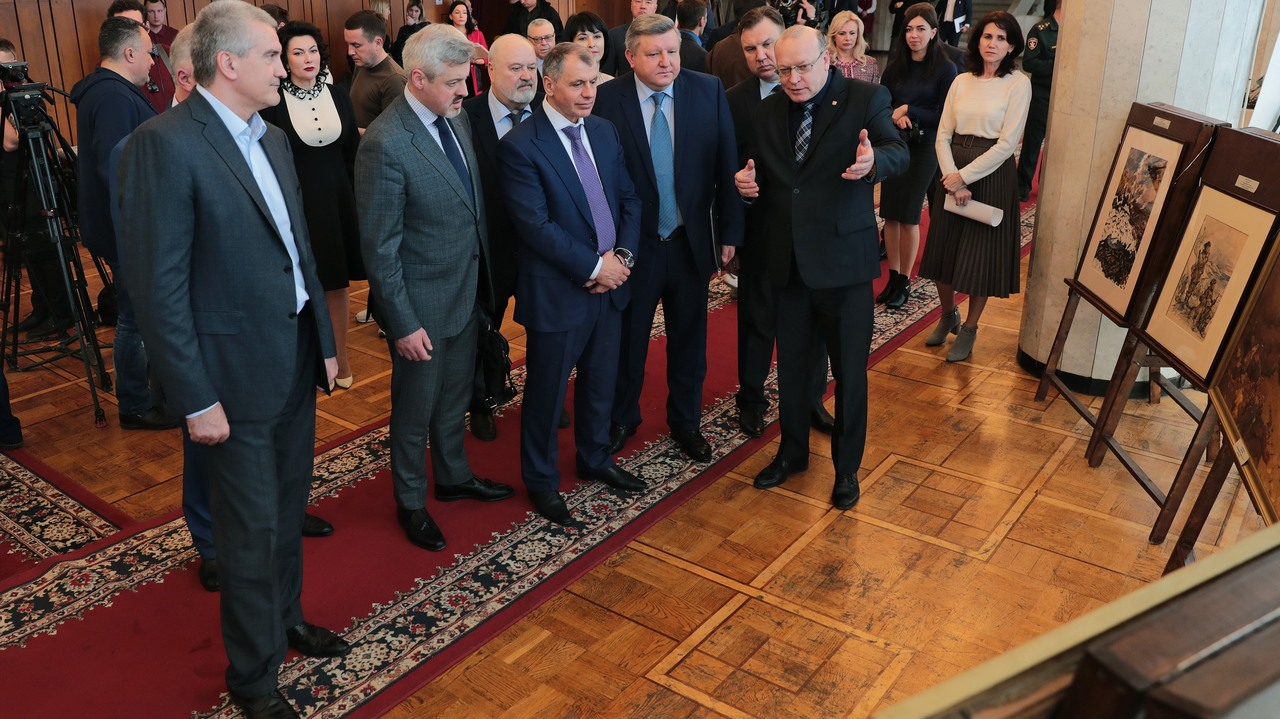
О. В. Мальгін коментує експозицію для окупаційного «керівництва Криму» під час колегії Міністерства культури РК, 4 березня 2020 року.

## Нагороди
- Премія переможцям конкурсу — авторам проектів Державного прапора та Державного герба Республіки Крим (1992)[8]
- Премія Автономної Республіки Крим (1998)
- Премія Ради міністрів Автономної Республіки Крим за 1999 рік (2000) — за монографію «Кримські репатріанти: депортація, повернення та облаштування»[9]
- Подяка Міністерства культури Автономної Республіки Крим (2003)
- Премія Автономної Республіки Крим за 2003 рік (2004) — за фотопутівник «Музеї Криму»[10]
- Подяка Міністерства культури і мистецтв Автономної Республіки Крим (2007)
- Почесна грамота Президії Верховної Ради Автономної Республіки Крим (2010)[11]
- Заслужений працівник культури Автономної Республіки Крим (2011)

Окупаційні:
- Медаль Республіки Крим «За доблесну працю» (2021)[12]
- Медаль «За звільнення Криму та Севастополя» (17 березня 2014 року) — за особистий внесок у справу щодо повернення Криму до Росії[13]